# Giuseppe Olivi
Giuseppe Olivi (Chioggia, 1769. március 18. – Padova, 1795. augusztus 24.) 18. századi olasz botanikus és zoológus. Zoológiai szakmunkákban nevének rövidítése: „Olivi”.

## Élete
Olivi az olaszországi Chioggia városában született. Tengerbiológiát, kémiát, ásványtant és botanikát is tanult. Ő volt a szerzője az 1792-ben kiadott Zoologia Adriatica című műnek. Több olasz és európai tudományos akadémiának is tagja volt. Mindössze 26 évesen hunyt el Paduában.

## Fordítás
- Ez a szócikk részben vagy egészben  a   Giuseppe Olivi című angol Wikipédia-szócikk fordításán alapul.  Az eredeti cikk szerkesztőit annak laptörténete sorolja fel. Ez a jelzés csupán a megfogalmazás eredetét és a szerzői jogokat jelzi, nem szolgál a cikkben szereplő információk forrásmegjelöléseként.